# Publications de l'Institut Mathématique
Publications de l'Institut Mathématique јe научни часопис из математике, који излази од 1932. године.

## О часопису
Часопис је основан 1932. oд стране једне групе математичара са Универзитета у Београду са циљем да омогући високе стандарде заинтересованим математичарим који се баве активним истраживањима на пољу Математике и примењене Математике. Od 1961. је под именом Publications de l'Institut Mathématique, nouvelle serie. Главни циљ је промовисање модерних трендова у овим областима. Часопис излази двапут годишње, у мају и новембру. Издавач је Математички институт САНУ у Београду. Фактори утицаја као релевантни критеријум научне вредности часописа и један од показатеља успешности, квалитета и оправданости рада истраживача, научника и институција у којима раде у протекле три године за овај наслов износе: 0.270 (2014),0.152(2013),0.195(2012).

## Уредници
Главни и одговорни уредници:
- Жарко Мијајловић, Мathematical Faculty, University of Belgrade, Serbia
- Градимир В. Миловановић, Mathematical Institute of the Serbian Academy of Sciences and Arts, Belgrade, Serbia
- Стеван Пилиповић, Faculty of Sciences, University of Novi Sad, Serbia

Саветодавни одбор:
- Теодор Атанацковић, Faculty of Technical Sciences, University of Novi Sad, Serbia
- Anders Björner, Department of Mathematics, Royal Institute of Technology, Stockholm, Sweden
- Драгош Цветковић, Mathematical Institute of the Serbian Academy of Sciences and Arts, Belgrade, Serbia
- Walter Gautschi, Purdue University, West Lafayette, IN, USA
- Willem Haemers, University of Tilburg, Netherlands
- Александар Ивић, University of Belgrade, Serbia
- Valery B. Kudryavcev, MGU, Moscow, Russia
- Giuseppe Mastroianni, Basilicata University, Potenza, Italy
- Миодраг Матељевић, Mathematical Faculty, University of Belgrade, Serbia
- Michael Oberguggenberger, University of Innsbruck, Austria
- ELothar Reichel, Kent State University, Kent, OH, USA
- Luigi Rodino, Università degli Studi di Torino, Torino, Italy
- Boris Rozovsky, Brown University, Providence, USA
- Michael Ruzhansky, Imperial College, London, UK
- Yurii I. Shokin, Institute of Computational Technologies, Siberian Branch of the Russian Academy of Sciences, Novosibirsk, Russia
- Hari M. Srivastava, Department of Mathematics and Statistics, University of Victoria, Canada
- Endre Süli, Oxford University, UK
- Gérald Tenenbaum, Institut Élie Cartan, Nancy, France
- Стево Тодорчевић, University of Paris 7, Paris, France

Придружени уредници (сарадници):
- Синиша Црвенковић, Faculty of Sciences, University of Novi Sad, Serbia
- Александар Цветковић, Faculty of Mechanical Engineering, University of Belgrade, Serbia
- Владимир Драговић, Mathematical Institute of the Serbian Academy of Sciences and Arts, Belgrade, Serbia
- Драган Ђорђевић, Faculty of Sciences, University of Niš, Serbia
- Слободанка Јанковић, Mathematical Institute of the Serbian Academy of Sciences and Arts, Belgrade, Serbia
- Бошко Joвановић, Mathematical Faculty, University of Belgrade, Serbia
- Наташа Крејић, Faculty of Sciences, University of Novi Sad, Serbia,
- Michael Kunzinger, Fakultät für Mathematik, Universität Wien, Austria
- Милош Курилић, Faculty of Sciences, University of Novi Sad, Serbia
- Марко Недељков, Faculty of Sciences, University of Novi Sad, Serbia
- Edward Omey, Department of Mathematics and Statistics, HUB, Brussels, Belgium
- Зоран Петровић, Mathematical Faculty, University of Belgrade, Serbia
- Зоран Ракић, Mathematical Faculty, University of Belgrade, Serbia
- Слободан Симић, Mathematical Institute of the Serbian Academy of Sciences and Arts, Belgrade, Serbia
- Раде Живаљевић, Mathematical Institute of the Serbian Academy of Sciences and Arts, Belgrade, Serbia
- Andrey Mironov, Sobolev Institute of Mathematics, Novosibirsk, Russia

## Аутори прилога
Листа значајних аутора који су писали за овај часопис:
- Градимир В. Миловановић, Donatella Occorsio and Maria Grazia Russo : GIUSEPPE MASTROIANNI – A MASTER IN INTERPOLATION PROCESSES
- A. Aimi, L. Desiderio, M. Diligenti and C. Guardasoni : A Numerical Study of Energetic BEM-FEM Applied to Wave Propagation in 2D Multidomains
- Hans-Peter Blatt : Convergence in Capacity of Rational Approximants of Meromorphic Functions
- L. Fermo, C. Van der Mee and S. Seatzu: Emerging Problems in Approximation Theory for the Numerical Solution of the Nonlinear Schrödinger Equation
- Владимир Драговић and Милена Радновић: Minkowski Plane, Confocal Conics, and Billiards
- Yuri Nikolayevsky and Зоран Ракић : A Note on Rakić Duality Principle for Osserman Manifolds
- Peter Gilkey and Стана Никчевић: 4-Dimensional (Para)-Kähler-Weyl Structures

## Теме
Теме којима се часопис бави су бројне, ово су само неке од њих:
- Regularization of Some Classes of Ultradistribution Semigroups and Sines
- The Kerzman-Stein Operator for the Ellipse
- A Logic with Conditional Probability Operators
- On the Coprimality of Some Arithmetic Functions
- Disjunction in Modal Description Logics
- Theorem Provers for Substructural Logics

## Електронски облик часописа
Поред штампаног издања, часопис постоји и у електронском облику.